# Grande Prêmio da Itália de 1983
Resultados do Grande Prêmio da Itália de Fórmula 1 realizado em Monza em 11 de setembro de 1983. Décima terceira etapa do campeonato, foi vencido por Nelson Piquet, da Brabham-BMW, com René Arnoux em segundo pela Ferrari e Eddie Cheever em terceiro pela Renault.

## Classificação

### Treinos oficiais
| Pos.    | N.º | Piloto             | Construtor          | Q1       | Q2       | Grid    |
| ------- | --- | ------------------ | ------------------- | -------- | -------- | ------- |
| 1       | 6   | Riccardo Patrese   | Brabham-BMW         | 1:30.253 | 1:29.122 | —       |
| 2       | 27  | Patrick Tambay     | Ferrari             | 1:31.036 | 1:29.650 | + 0.528 |
| 3       | 28  | René Arnoux        | Ferrari             | 1:30.799 | 1:29.901 | + 0.779 |
| 4       | 5   | Nelson Piquet      | Brabham-BMW         | 1:30.202 | 1:30.475 | + 1.080 |
| 5       | 15  | Alain Prost        | Renault             | 1:32.244 | 1:31.144 | + 2.022 |
| 6       | 22  | Andrea de Cesaris  | Alfa Romeo          | 1:31.295 | 1:31.272 | + 2.150 |
| 7       | 16  | Eddie Cheever      | Renault             | 1:31.613 | 1:31.564 | + 2.442 |
| 8       | 11  | Elio de Angelis    | Lotus-Renault       | 1:32.590 | 1:31.628 | + 2.506 |
| 9       | 9   | Manfred Winkelhock | ATS-BMW             | 1:34.161 | 1:31.959 | + 2.837 |
| 10      | 23  | Mauro Baldi        | Alfa Romeo          | 1:32.407 | 1:32.593 | + 3.285 |
| 11      | 12  | Nigel Mansell      | Lotus-Renault       | 1:34.610 | 1:32.423 | + 3.301 |
| 12      | 35  | Derek Warwick      | Toleman-Hart        | 1:33.738 | 1:32.677 | + 3.555 |
| 13      | 8   | Niki Lauda         | McLaren-TAG/Porsche | 1:33.190 | 1:33.133 | + 4.011 |
| 14      | 36  | Bruno Giacomelli   | Toleman-Hart        | 1:35.489 | 1:33.384 | + 4.262 |
| 15      | 7   | John Watson        | McLaren-TAG/Porsche | 1:35.928 | 1:34.705 | + 5.583 |
| 16      | 1   | Keke Rosberg       | Williams-Ford       | 1:36.631 | 1:35.291 | + 6.169 |
| 17      | 40  | Stefan Johansson   | Spirit-Honda        | 1:37.862 | 1:35.483 | + 6.361 |
| 18      | 30  | Thierry Boutsen    | Arrows-Ford         | 1:36.968 | 1:35.624 | + 6.502 |
| 19      | 25  | Jean-Pierre Jarier | Ligier-Ford         | 1:37.270 | 1:36.220 | + 7.098 |
| 20      | 29  | Marc Surer         | Arrows-Ford         | 1:36.796 | 1:36.435 | + 7.313 |
| 21      | 33  | Roberto Guerrero   | Theodore-Ford       | 1:37.677 | 1:36.619 | + 7.497 |
| 22      | 4   | Danny Sullivan     | Tyrrell-Ford        | 1:37.565 | 1:36.644 | + 7.522 |
| 23      | 32  | Piercarlo Ghinzani | Osella-Alfa Romeo   | 1:36.647 | s/ tempo | + 7.525 |
| 24      | 3   | Michele Alboreto   | Tyrrell-Ford        | 1:36.788 | 1:37.319 | + 7.666 |
| 25      | 31  | Corrado Fabi       | Osella-Alfa Romeo   | 1:38.577 | 1:36.834 | + 7.712 |
| 26      | 34  | Johnny Cecotto     | Theodore-Ford       | 1:37.105 | 1:37.634 | + 7.983 |
| 27      | 26  | Raul Boesel        | Ligier-Ford         | 1:37.798 | 1:37.186 | + 8.064 |
| 28      | 2   | Jacques Laffite    | Williams-Ford       | 1:37.277 | 1:37.245 | + 8.123 |
| 29      | 17  | Kenny Acheson      | RAM-Ford            | 1:37.755 | 1:37.272 | + 8.150 |
| Fontes: |     |                    |                     |          |          |         |

### Corrida
| Pos.    | Nº | Piloto             | Construtor          | Voltas          | Tempo/Diferença | Grid            | Pontos          |
| ------- | -- | ------------------ | ------------------- | --------------- | --------------- | --------------- | --------------- |
| 1       | 5  | Nelson Piquet      | Brabham-BMW         | 52              | 1:23:10.880     | 4               | 9               |
| 2       | 28 | René Arnoux        | Ferrari             | 52              | + 10.212        | 3               | 6               |
| 3       | 16 | Eddie Cheever      | Renault             | 52              | + 18.612        | 7               | 4               |
| 4       | 27 | Patrick Tambay     | Ferrari             | 52              | + 29.023        | 2               | 3               |
| 5       | 11 | Elio de Angelis    | Lotus-Renault       | 52              | + 53.680        | 8               | 2               |
| 6       | 35 | Derek Warwick      | Toleman-Hart        | 52              | + 1:13.348      | 12              | 1               |
| 7       | 36 | Bruno Giacomelli   | Toleman-Hart        | 52              | + 1:33.922      | 14              |                 |
| 8       | 12 | Nigel Mansell      | Lotus-Renault       | 52              | + 1:36.035      | 11              |                 |
| 9       | 25 | Jean-Pierre Jarier | Ligier-Ford         | 51              | + 1 volta       | 19              |                 |
| 10      | 29 | Marc Surer         | Arrows-Ford         | 51              | + 1 volta       | 20              |                 |
| 11      | 1  | Keke Rosberg       | Williams-Ford       | 51              | + 1 volta       | 16              |                 |
| 12      | 34 | Johnny Cecotto     | Theodore-Ford       | 50              | + 2 voltas      | 26              |                 |
| 13      | 33 | Roberto Guerrero   | Theodore-Ford       | 50              | + 2 voltas      | 21              |                 |
| Ret     | 31 | Corrado Fabi       | Osella-Alfa Romeo   | 45              | Motor           | 25              |                 |
| Ret     | 4  | Danny Sullivan     | Tyrrell-Ford        | 44              | Alimentação     | 22              |                 |
| Ret     | 30 | Thierry Boutsen    | Arrows-Ford         | 41              | Motor           | 18              |                 |
| Ret     | 9  | Manfred Winkelhock | ATS-BMW             | 35              | Escapamento     | 9               |                 |
| Ret     | 3  | Michele Alboreto   | Tyrrell-Ford        | 28              | Embreagem       | 24              |                 |
| Ret     | 15 | Alain Prost        | Renault             | 26              | Turbo           | 5               |                 |
| Ret     | 8  | Niki Lauda         | McLaren-TAG/Porsche | 24              | Pane elétrica   | 13              |                 |
| Ret     | 7  | John Watson        | McLaren-TAG/Porsche | 13              | Pane elétrica   | 15              |                 |
| Ret     | 32 | Piercarlo Ghinzani | Osella-Alfa Romeo   | 10              | Câmbio          | 23              |                 |
| Ret     | 23 | Mauro Baldi        | Alfa Romeo          | 4               | Turbo           | 10              |                 |
| Ret     | 40 | Stefan Johansson   | Spirit-Honda        | 4               | Distribuidor    | 17              |                 |
| Ret     | 6  | Riccardo Patrese   | Brabham-BMW         | 2               | Motor           | 1               |                 |
| Ret     | 22 | Andrea de Cesaris  | Alfa Romeo          | 2               | Colisão         | 6               |                 |
| DNQ     | 26 | Raul Boesel        | Ligier-Ford         | Não qualificado | Não qualificado | Não qualificado | Não qualificado |
| DNQ     | 2  | Jacques Laffite    | Williams-Ford       | Não qualificado | Não qualificado | Não qualificado | Não qualificado |
| DNQ     | 17 | Kenny Acheson      | RAM-Ford            | Não qualificado | Não qualificado | Não qualificado | Não qualificado |
| Fontes: |    |                    |                     |                 |                 |                 |                 |

## Tabela do campeonato após a corrida
| Pos.    | Piloto         | Pontos |
| ------- | -------------- | ------ |
| 1       | Alain Prost    | 51     |
| 2       | René Arnoux    | 49     |
| 3       | Nelson Piquet  | 46     |
| 4       | Patrick Tambay | 40     |
| 5       | Keke Rosberg   | 25     |
| Fontes: |                |        |

| Pos.    | Construtor    | Pontos |
| ------- | ------------- | ------ |
| 1       | Ferrari       | 89     |
| 2       | Renault       | 72     |
| 3       | Brabham-BMW   | 50     |
| 4       | Williams-Ford | 36     |
| 5       | McLaren-Ford  | 34     |
| Fontes: |               |        |

- Nota: Somente as primeiras cinco posições estão listadas. Entre 1981 e 1990 cada piloto podia computar onze resultados válidos por temporada não havendo descartes no mundial de construtores.